# Langenstein (Stahlberg)
La Langenstein de Stahlberg (en allemand : Der Langenstein von Stahlberg), connu également sous le nom de « Der Lange Stein » (« La Longue Pierre »), est un mégalithe datant du Néolithique situé près de la commune de Stahlberg, en Rhénanie-Palatinat (Allemagne).

## Situation
Le menhir se dresse dans une zone boisée située à quelques centaines de mètres au sud de Stahlberg, et à une quarantaine de kilomètres au nord de Kaiserslautern.

## Description
Il s'agit d'un monolithe de grès mesurant près de 3,50 m de hauteur,, et percé de plusieurs trous.
Il est situé à proximité d'une ancienne borne frontière.

## Histoire
Selon Otto Gödel, la pierre date de l'époque romaine.
Découvert renversé et brisé en deux, le menhir est restauré en 1936.